# Naomi Higuchi
Pour les articles homonymes, voir Higuchi.
Naomi Higuchi (japonais : 樋口直巳, né le 29 mars 1961) est un lutteur japonais.

## Carrière
Il est médaillé d'argent en moins de 74 kg en lutte libre et médaillé de bronze en moins de 74 kg en lutte gréco-romaine aux Championnats d'Asie de lutte 1983. Il termine cinquième du tournoi de lutte libre en moins de 74 kg aux Jeux olympiques d'été de 1984.